# Lucie Bílá (album, 1994)
Lucie Bílá je třetí studiové album Lucie Bílé nahrané roku 1994. Autory všech písní jsou Ondřej Soukup a Gabriela Osvaldová.

## Seznam skladeb
1. „Lampion“ 3:25
2. „Haňa Zaňa“ 3:11
3. „Zázrak“ 3:02
4. „Kočička vrahoun“ 3:47
5. „Braniboři v Čechách“ 4:05
6. „Ze mě dým“ 3:38
7. „Dalekohled“ 4:13
8. „Jezdci z apokalypsy“ 3:31
9. „Noe“ 4:06
10. „Valpuržina noc“ 4:04
11. „Praštilo“ 3:35